# Queen Avery Coonley
Queen Avery Coonley, nata Ferry (Detroit, 1874 – Washington, 9 luglio 1958), è stata una filantropa, educatrice e mecenate statunitense.

## Biografia
Queen Avery Coonley (nata Ferry) nacque da una ricca famiglia di Detroit nel 1874. Nei suoi 84 anni ha agito come filantropa, sostenitrice dell'educazione progressista, membro del consiglio esecutivo del National Woman's Party (NWP), a benefattrice delle arti, moglie e madre. La Ferry aveva frequentato il Vassar College, laureandosi nel 1896. Successivamente intraprese per un breve periodo la carriera di insegnante all'asilo. Nel 1901 sposò Avery Coonley, un ricercatore cristiano ed editore. Ebbero una figlia, Elizabeth. La famiglia Coonley si trasferì nel decennio successivo, prima a Chicago e poi a Washington, DC durante la prima guerra mondiale. Erano una famiglia benestante e secondo il censimento federale del 1910, impiegavano quattro domestici residenti.
Mentre era a Chicago, Coonley ha avuto un profondo impatto sul mondo dell'educazione infantile aprendo diverse scuole elementari e materne, la più nota ed importante delle quali è senza dubbio la Avery Coonley School (ACS). Ha sostenuto i principi e il progresso di Friedrich Froebel nella struttura scolastica. Non solo ha acquistato terreni per le scuole e si è assunta la responsabilità delle lezioni, ma ha avviato un programma interattivo per insegnare in un ambiente naturale e non rigido. Mentre lavorava nel campo dell'istruzione, incaricò l'architetto Frank Lloyd Wright di progettare sia un edificio scolastico che una nuova casa per la sua famiglia. Wright descrisse il progetto della casa Coonley come "Uno di quelli [che aveva] sempre considerato con piacere". La ricchezza della sua famiglia le diede l'opportunità di sostenere molte scuole e cause, inclusa la sua Alma Mater, il Vassar College.
Il sostegno di Queen Coonley al suffragio femminile iniziò nel 1916 quando Alice Paul ed Elsie Hill lavoravano a Chicago, al momento del lancio del National Woman's Party e della successiva campagna negli stati occidentali. Coonley sostenne finanziariamente l'NWP e servì anche come tesoriere del Partito negli anni '20. L'impegno di Coonley per il NWP si è approfondito quando la sua famiglia si è trasferita a Washington, DC.
Sebbene dedita alla famiglia e all'educazione delle generazioni future, Coonley ha dedicato gran parte della sua vita anche ad altri progetti e cause politiche. Tra i più grandi successi di Coonley c'erano i contributi nelle aree dei diritti delle donne e del mecenatismo artistico. Negli anni in cui si batteva per il diritto di voto delle donne, curò anche presentazioni di belle arti. Coonley ha prodotto diverse mostre d'arte, molte al Detroit Institute of Arts nella sua nativa Detroit. Ha anche contribuito a numerose iniziative filantropiche nel corso della sua vita.
Queen Coonley ha continuato il suo lavoro come mecenate e dirigente dell'istruzione fino alla sua morte all'età di 84 anni il 9 luglio 1958 a Washington, DC.